# Crissy Ahmann-Leighton
Christine M. „Crissy” Ahmann-Leighton (ur. 20 maja 1970 w Yankton) – amerykańska pływaczka. Medalistka olimpijska z Barcelony.
Specjalizowała się w stylu motylkowym. Występ w 1992 był jej jedynym startem na igrzyskach olimpijskich. Wspólnie z koleżankami triumfowała w sztafecie w stylu zmiennym, stanęła na drugim stopniu podium na dystansie 100 m motylkiem. Płynęła również w eliminacjach w sztafecie 4 × 100 m kraulem.